# Izohalina
Izohalina (izo- + gr. háls = „sól”) – izolinia na mapie łącząca punkty o takim samym stopniu zasolenia. Stosowana do graficznego przedstawienia poziomów zasolenia jezior, mórz, oceanów.